# Space Rider
Der Space Rider (Space Reusable Integrated Demonstrator for Europe Return) ist ein in Entwicklung befindliches unbemanntes Raumflugzeug der Europäischen Weltraumorganisation (ESA), welches auf dem Wiedereintrittsexperiment Intermediate Experimental Vehicle (IEV) basiert. Es soll auf einer Vega C+ starten und wiederverwendbar sein.

## Geschichte
Das Future Launchers Preparatory Programme der ESA kümmert sich um die Entwicklung zukünftiger Trägerraketen, worunter auch das IXV fällt. Die italienische Raumfahrtagentur Agenzia Spaziale Italiana stellte im Jahr 2016 das Programm PRIDE (Programme for Reusable In-orbit Demonstrator in Europe) vor, um auf Basis des IXV ein Raumflugzeug zu entwickeln. 2016 beschloss die ESA die Durchführung des Projekts. 2017 wurden Avio und Thales Alenia Space beauftragt, den Space Rider herzustellen. 2019 bewilligte der ESA-Ministerrat die Finanzierung des Programms, wobei Italien das meiste Geld zur Verfügung stellt.

## Missionen
Es ist geplant, Space-Ride-Flüge für verschiedene Anwendungen in verschiedenen Umlaufbahnen, auch mit verschiedenen Bahnneigungen, durchzuführen. Hauptsächlich sollen wissenschaftliche Experimente in Mikrogravitation geflogen werden, beispielsweise im Bereich der Biologie der Pharmazie, aber auch technische In-Orbit-Demonstrationen, wie Erdbeobachtung und die Überwachung anderer Satelliten. Da der Space Rider wieder in die Erdatmosphäre eintritt und landet, können Proben anschließend auf der Erde untersucht werden.
Geplant sind mindestens sechs Missionen, welche 2 bis 6 Monate dauern sollen. Der Referenzorbit liegt bei 5° Inklination und 400 km Höhe, wobei auch andere Orbits möglich sein sollen.

## Technische Daten
Da der Space Rider auf dem Intermediate Experimental Vehicle basiert, handelt es sich um einen Lifting Body. Als Servicemodul dient eine Vega-C-Oberstufe (AVUM) mit zusätzlichem „Life Extension Kit“ (ALEK). Der Space Rider ist dreiachsenstabilisiert und besitzt eine Photovoltaikanlage mit 600 Watt Leistung für die Nutzlast, welche vor dem Wiedereintritt abgeworfen wird. Für die Kommunikation soll das S-Band verwendet werden.
Das Wiedereintrittsmodul hat ein Volumen von 1200 Litern für bis zu 600 kg Nutzlast. Es ist an dem AVUM-Modul befestigt, welches die Energieversorgung, die Thermalkontrolle, das Datahandling und die Telemetrie übernimmt.
Landen soll der Space Rider auf europäischem Gebiet. Dafür bietet sich Kourou in Französisch-Guayana und Santa Maria (Azoren) an.